# Llista de presidents de la Diputació de Lleida
La següent és una llista dels presidents de la Diputació de Lleida.

## Règim liberal (1833 - 1868)
| Nom                    | Període |
| ---------------------- | ------- |
| José Cruz Muller       | 1836    |
| José March y Labores   | 1836    |
| Miguel Cabrera Nevases | 1836    |

## Període revolucionari (1868 - 1874)
| Nom                         | Període   |
| --------------------------- | --------- |
| Miguel Ferrer               | 1868      |
| Alejandro González Olivares | 1868-1869 |
| Juan del Nido               | 1869      |
| Camilo Benítez de Lugo      | 1869-1871 |
| José Banyeres Gordell       | 1871-1873 |
| José Sánchez Tagle          | 1873      |
| Jaime Mestres Cendrós       | 1873-1874 |

## Restauració borbònica (1875 - 1931)
| Nom                              | Període   |
| -------------------------------- | --------- |
| Casimiro Nuet y Minguell         | 1874-1875 |
| Perfecto Arnaíz                  | 1875-1876 |
| Mariano Quer                     | 1876-1883 |
| Antoni Agelet i Besa             | 1883-1884 |
| Cayo Coll y Moncasi              | 1886-1889 |
| Pío Coll y Moncasi               | 1889-1892 |
| Mariano Clua Anglés              | 1892-1894 |
| Pedro Fuertes Bardají            | 1894-1896 |
| Mariano Clua Anglés              | 1896-1898 |
| Pedro Fuertes Bardají            | 1899      |
| Enrique de Cárcer y de Sobíes    | 1899-1901 |
| Francisco Sagañoles Reig         | 1901-1903 |
| Enrique Vivanco Menchaca         | 1903-1908 |
| Modest Reñé i Melcior            | 1908-1909 |
| Francesc Sagañoles Reig          | 1909-1911 |
| Josep Gil Dòria                  | 1911-1913 |
| Josep Maria Espanya i Sirat      | 1913-1917 |
| Joan Rovira i Agelet             | 1917-1919 |
| Romà Sol i Mestre                | 1919-1923 |
| Ramon Riu i Vendrell             | 1923-1924 |
| Ángel Traval Rodríguez de Laucín | 1924-1929 |
| Adolfo Serra Castells            | 1929-1930 |
| Delfí Canela i Cots              | 1930-1931 |
| Epifani Bellí i Castiel          | 1931      |

## Dictadura franquista (1939 - 1975)
| Nom                                | Període   | Nota                 |
| ---------------------------------- | --------- | -------------------- |
| Conrado Cortada Barri              | 1938-1940 |                      |
| Josep Maria de Porcioles i Colomer | 1940-1943 |                      |
| Adolfo Serra Castells              | 1943-1946 |                      |
| José María Pagès Costart           | 1946-1950 |                      |
| Francisco Montull Rosell           | 1950-1951 | president interí     |
| Luis Hernández Palmés              | 1952      | president interí     |
| Víctor Hellín Sol                  | 1952-1961 |                      |
| Antonio Aige Pascual               | 1961-1968 |                      |
| Francisco Rabasa Reimat            | 1968      | president accidental |
| Josep Maria Razquin i Jené         | 1968-1974 |                      |
| Juan Casimiro de Sangenís Corrià   | 1974-1979 |                      |

## Període democràtic (1979 - Actualitat)
| Nom                        | Període           | Partit  |
| -------------------------- | ----------------- | ------- |
| Jaume Culleré i Calvís     | 1979-1983         | UCD-PDP |
| Ramon Vilalta i Oliva      | 1983-1987         | PSC     |
| Ramon Companys i Sanfeliu  | 1987-1990         | CiU     |
| Josep Grau i Seris         | 1990-1999         | CiU     |
| Josep Pont i Sans          | 1999-2003         | CiU     |
| Isidre Gavín i Valls       | 2003-2007         | CiU     |
| Jaume Gilabert i Torruella | 2007-2011         | ERC     |
| Joan Reñé i Huguet         | 2011 - 2018       | CiU     |
| Rosa Maria Perelló Escoda  | 2018 - 2019       | PDeCAT  |
| Joan Talarn Gilabert       | 2019 - actualitat | ERC     |